# Malayopython
Malayopython is een geslacht van slangen uit de familie pythons (Pythonidae). Beide soorten kunnen zeer lang worden en jagen op grote prooidieren. De bekendste soort is de netpython, die er niet voor terugdeinst om krokodilachtigen te wurgen en door te slikken. Er zijn twee soorten die voorkomen in Azië.

## Naam
De wetenschappelijke naam van de groep werd voor het eerst voorgesteld door R. Graham Reynolds, Matthew L. Niemiller en Liam J. Revell in 2014.

### Soorten
Het geslacht omvat de volgende soorten, met de auteur en het verspreidingsgebied.
| Naam                                   | Auteur          | Verspreidingsgebied |
| -------------------------------------- | --------------- | --- |
| Netpython (Malayopython reticulatus)   | Schneider, 1801 | Indonesië, Oost-Timor, Bangladesh, Brunei, Cambodja, India, Laos, Maleisië, Myanmar, Filipijnen, Singapore, Thailand, Vietnam |
| Timorpython (Malayopython timoriensis) | Peters, 1876    | Indonesië |

## Taxonomische geschiedenis
De twee soorten hebben een uitgebreide taxonomische geschiedenis. De netpython werd oorspronkelijk tot het geslacht Boa gerekend en de timorpython tot het geslacht Liasis. De twee soorten zijn vervolgens door de decennia heen aan verschillende geslachten toegekend. Beide behoorden lange tijd tot het geslacht Python, en onder deze naam zijn ze het bekendst; in veel literatuur wordt de geslachtsnaam Python gebruikt.
In 2008 werden de twee soorten afgesplitst en tot een apart geslacht gerekend; Broghammerus. De netpython en de timorpython zijn namelijk sterker aan elkaar verwant dan aan andere soorten pythons. De wetenschappelijke naam van de groep, Broghammerus, werd echter voor het eerst gebruikt in een informeel artikel dat niet was beoordeeld door andere wetenschappers. Volgens de regels van de nomenclatuur mag een dergelijke naam dan niet als officiële naam worden gebruikt. In 2013 werd al geopperd om de naam Broghammerus om deze reden ongeldig te verklaren. Onderzoek uit 2014 bevestigde weliswaar dat de twee soorten als een apart geslacht binnen de pythonfamilie moeten worden gezien, maar ook dat de wetenschappelijke naam niet volgens de regels tot stand was gekomen. De wetenschappelijke naam Broghammerus werd hierop vervangen door de naam Malayopython.

## Verspreiding en habitat
De slangen komen voor in delen van Azië en leven in de landen Indonesië, Oost-Timor, Bangladesh, Brunei, Cambodja, India, Laos, Maleisië, Myanmar, Filipijnen, Singapore, Thailand en Vietnam. De habitat bestaat uit vochtige tropische en subtropische bossen, zowel in bergstreken als laaggelegen gebieden. Ook in vochtig tropisch en subtropisch scrubland komen de pythons voor.

## Beschermingsstatus
Door de internationale natuurbeschermingsorganisatie IUCN is aan een soort een beschermingsstatus toegewezen. De netpython wordt beschouwd als 'veilig' (Least Concern of LC).